# Toplica (samhälle)
Toplica är ett samhälle i Bosnien och Hercegovina.   Det ligger i entiteten Republika Srpska, i den östra delen av landet, 90 km öster om huvudstaden Sarajevo. Toplica ligger 581 meter över havet och antalet invånare är 237.
Terrängen runt Toplica är kuperad åt nordost, men åt sydväst är den bergig. Runt Toplica är det ganska tätbefolkat, med 104 invånare per kvadratkilometer.. Närmaste större samhälle är Srebrenica, 17,6 km nordväst om Toplica. 
I omgivningarna runt Toplica växer i huvudsak lövfällande lövskog.